# Geschlossene Bauweise (Musikinstrumentenbau)

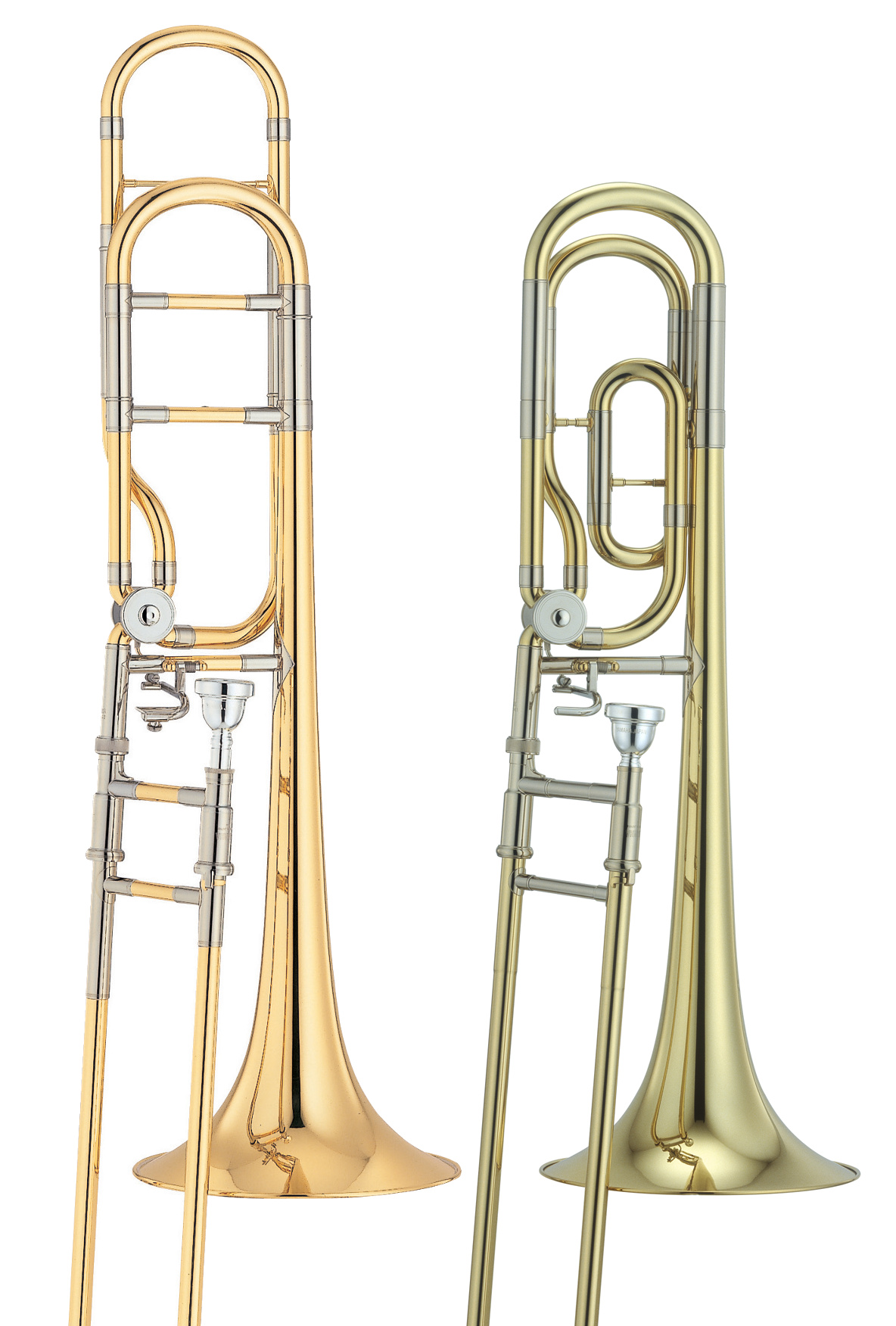
Vergleich zwischen zwei Tenorbassposaunen: offene Bauweise (links), geschlossene Bauweise (rechts)

Geschlossene Bauweise (auch traditional wrap oder closed wrap) bezeichnet eine Bauart im Musikinstrumentenbau, im Speziellen bei der Posaune.
Die Bezeichnung wird hierbei verwendet, um die Art der Führung des Quartventilbogens bei einer Tenorbassposaune zu beschreiben. Bei der geschlossenen Bauweise windet sich das Rohr in mehreren Schleifen innerhalb des hinteren „Hauptbogens“. Das führt dazu, dass sich Klang und Ansprache bei der Benutzung des Quartventils aufgrund des höheren Luftwiderstandes ändern. Um dieses Problem zu minimieren, wurde in den 1980er Jahren die offene Bauweise (open wrap) entwickelt, bei der der Quartventilbogen möglichst gerade geführt wird.